# Jindřich I. Babenberský
Jindřich I. Rakouský řečený Silný (německy Heinrich der Starke,† 23. června 1018) byl rakouský markrabě. Za jeho vlády byl roku 996 poprvé v dochovaném dokumentu zmíněn název Ostarrîchi , z kterého se vyvinulo moderní německé jméno pro Rakousko (Österreich).

## Život
Byl synem markraběte Leopolda I. z dynastie Babenberků a Richardis ze Sualafeldgau. Jako nejstarší syn následoval roku 994 s podporou pozdějšího císaře Oty III. svého otce v úřadu markraběte rakouského.
Poprvé je Jindřich doložen ve směnné smlouvě z roku 995 mezi císařem Otou a biskupem z bavorského Freisingu Gottschalkem z Hagenau. Otův nástupce, Jindřich II. daroval markraběti Jindřichovi majetky mezi tzv. „Suchým Liesingem“ a Triestingem ve Vídeňském lese. K tomu dostal ještě 20 královských lánů, které leží na sever od Dunaje mezi řekou Kamp a řekou Moravou. Má se zato, že Jindřich si zvolil prostor od Weikersdorfem a Stockerau. Přenesl svoje sídlo do Melku, kde byl pohřben svatý Koloman. Zemřel bezdětný a poslední odpočinek nalezl v místním klášteře. Jeho nástupcem se stal mladší bratr Vojtěch.